# حمدي شرف الدين
حمدي شرف الدين (18 أكتوبر 1940-)، ممثل مصري، عمل بالكثير من الأعمال الفنية بأدوار ثانوية.

## أعمال

### أفلام
| - زكية زكريا في البرلمان:2001 - عقلي طار:1994 - الثعالب:1993 - تذكرة داود:1990-المأمور عبد الستار - سجن بلا قضبان:1983 | - رجل اسمه عباس:1978 - حبيبة غيري:1976 - مكر امرأة - القرار - التليفون |

### مسلسلات
| - سلسال الدم (ج1):2013 - حسن التنين:2012 - الصفعة:2012 - ورد وشوك:2012 - آدم:2011-والد سهام - نور مريم:2011 - عائلة بسطويسي:2011 - مسألة كرامة:2011 - الشحرورة:2011 - الزناتي مجاهد:2011 - بره الدنيا:2010 - سقوط الخلافة:2010 - بابا نور:2010 - راجل وست ستات (ج4، 6):2009، 2010 - اغتيال شمس:2010 - الصيف الماضي:2010 - منتهى العشق:2010 - أحلام نبيلة:2009 - فستان فرح:2009 - في مهب الريح:2009 - الوديعة والذئاب:2009 - علي مبارك:2008-ضيف الحلقات - ظل المحارب:2008-برهان قائد ثوري - وعادت القلوب:2008 - الهاربة (ج1):2008 - السماح:2008 - الملك فاروق:2007-ضيف حلقات - سكة اللي يروح:2007 - خليها على الله:2007 - القرار:2007 - الدالي (ج1):2007-وزير الداخلية - حبيب الروح:2006 - الدنيا ريشة في هوا:2006 - قلب الدنيا:2006 - نور الصباح:2006 - العمر بالمقلوب:2006 - أحلام عادية:2005 - طائر الحب:2005 | - زهور شتويه:2005 - أماكن في القلب:2005-ادوارد ريفنسون - أحلام سارة:2005 - المرسي والأرض:2004 - محمود المصري:2004 - أحلام هند الخشاب:2004 - الإمام النسائي:2004 - حرب الدخان:2004 - إمام الدعاة:2003 - خان القناديل:2003 - أنوار الحكمة:2003 - غدا يوم اخر:2003 - آخر المشوار:2003 - الناس في كفر عسكر:2003 - البنات:2003 - حلم ابن السبيل:2002-هاشم زوج أنعام الثاني - زمن عماد الدين:2002-ابراهيم بيه - البيضاء:2001 - أهل الدنيا:2001 - قسمتي ونصيبي:2001-رئيس نقابه الصيادله - سوق العصر:2001-والد نجاة - تلال الغضب:2001 - عيال محظوظة:2001 - الرقص على سلالم متحركة:2001 - ابن ماجة ... القزويني:2000 - يا رجال العالم اتحدوا:2000 - المنزل المشبوه:2000 - خيانة:1999-كاظم به - أحلام مؤجلة:1999 - مذكرات ضرة:1999 - الرجل الآخر:1999 - أم كلثوم:1999 - القلب يخطيء أحيانا:1998-عباس - كلام في كلام:1998 - الأبطال (ج2):1998 - بنات سعاد هانم:1998 - اللص والكلاب:1998 - يوم عسل يوم بصل:1998-مدير مصلحة الضرائب | - امرأة من زمن الحب:1998-المحامي عبادة - الخط الساخن:1997 - الماضي يعود الآن:1997 - الحاوي:1997 - يوميات ونيس (ج4):1997-رأفت - عباسية واحد:1997 - نقوش من ذهب ونحاس:1996 - أولاد الأصول:1995 - الستات ما يعملوش كده:1995 - القضاء في الإسلام (ج5):1994 - سته على اليمين:1994 - ذئاب الجبل:1993 - يوميات فكري أباظة:1993 - محمد رسول الله إلى العالم:1993 - دموع صاحبة الجلالة:1993-صحفي - وكان لقاء:1992-فرغلي موظف في مكتب فتحي أبوطالب - العودة:1991 - تحت ظلال السيوف:1991 - مخلوق اسمه المرأة:1990 - ليالي الحلمية (ج3):1990-زايد - أبدًا لم يكن حبًا:1990 - دقات الساعة:1990 - ضحى:1990 - أبيض وأسود:1989 - أنا وأنت والزمن طويل:1989 - حدث في بيت القاضي:1989 - تزوج وابتسم للحياة:1988-صديق رؤوف ووجدي - رأفت الهجان (ج1):1988-من زبائن قهوة ستامبيلوس - دوار يا زمن:1988 - مكان في القلب:1988 - الزنكلوني:1987 - وكسبنا القضية:1986 - دوامة الحياة:1985 - غابة من الأسمنت:1984 - حصاد الشر:1984 - إنتقام إمرأة:1983-نعيم - عطفة خوخة:1983 | - الأزهر الشريف منارة الإسلام:1982-الشيخ السراج - داليا المصرية:1982-ارنست خليل صبحي - الأبرياء:1981 - أبواب المدينة (ج1، 2):1981، 1983-ضابط - محمد رسول الله (ج2):1981-مقوم بن ناحر - لعبة القدر:1979 - الأيام:1979 - أحلام الفتى الطائر:1978 - على هامش السيرة:1978 - المشربية:1978 - أوراق الورد:1977 - ماشي يا دنيا ماشي:1977 - فرصة العمر:1976 - الشاطر حسن:1976 - القضبان:1974 - آدم وحواء والشيطان:1970 - الضحية:1964 - محامي كعب داير - أسير الماضي - حدود الله - حسابي مع الأيام - اسطبل عنتر - رحلة في عالم مجنون - بعد العاصفة - عيون تعرف الحقيقة - رحلة المعرفة - البركان الهادئ - كان ياما كان - أبو زيد والناعسة - مقام المالطي - كف القدر - نفوس معذبة - عبدالرحمن بن أبي بكر - الصراع - الأنصار - ولكنه الحب - نسيج العنكبوت |

### سهرة تليفزيونية
| - اثنان على الطريق الصعب : 2003 - المشار : 1998 - المشاعر : 1998 - المصير المحتوم : 1998 - الكلمة الحلوة : 1991 - أبناء على الطريق : 1990 - مش معقول: الثانوية العامة : 1986 - زوجة مخلصة جدا : 1985 - الحلقة المفقودة : ضابط شرطة | - المظلومة - الكابتن والوردة - القاضي - عندما يتوه الطريق - الدفاع يتهم - عرف كيف يموت - المعدية - الرقص خلف العدسة | - سواق التاكسي - أيام الطفولة - طلقة رصاص - الزوجة الطائشة - دي غلطتك - نفقة وطلاق ومؤخر صداق : والد سهام - ثم تأتي الحقيقة محزنة - الكنة | - جذور الوهم - مسألة شرف - قلبي يحترق - الوريث المفقود - شقة و 1000 ساكن - الحب فوق السطوح - الوفاء - وبعد الخريف : الطبيب | - الدليل المفقود - رائعة تلك الفتاة - شقة وألف ساكن - النور والنار - لن اغفر ابدا - دعوة أم - صفحة من كتاب الحب - الاسطى الدكتور |

### أخرى
- المناسبات 1988